# Parfait (pâte à tartiner)
Pour les articles homonymes, voir Parfait.
Le Parfait est une pâte à tartiner d'origine suisse, commercialisée par Ospelt. Sa saveur s'apparente à celle du pâté de foie.

## Histoire
Tout part de la brasserie Cardinal, dans les années 1930 : Claude Blancpain, petit-fils du fondateur de la brasserie, cherche des solutions pour utiliser l'important stock de levure de bière excédentaire.
En 1938, à l'Institut Pasteur de Paris, il se lie d'amitié avec Erwin Haag, qu'il fait venir à Fribourg. S'intéressant à la valeur nutritive d'un produit (riche en vitamine B, protéines et sels minéraux) qui servait jusqu'alors de fourrage pour les animaux, ils élaborent la recette d'une pâte à tartiner végétale ayant pour nom « Dyna ».
L'entreprise Dyna est fondée en 1942 et produit ce premier pâté à usage diététique. Les temps sont propices : face aux restrictions de la Seconde Guerre mondiale, les autorités fédérales décident de soutenir la production de ce nouvel aliment, qui est un succédané appréciable de la viande, laquelle se fait rare en cette période troublée. Les ventes explosent, mais en 1945, la fin de la guerre et du rationnement font chuter les ventes de la pâte à tartiner. Les Suisses se sont détournés du pâté et la société ne doit son salut qu'à l'intervention de la famille Blancpain.
C'est alors qu'Erwin Haag a une idée intéressante : au pâté de base à la levure de bière, il ajoute des graisses végétales, et surtout du foie et de la truffe. Il avait par-là l'intention d'imiter les pâtés de luxe français. Commercialisé à bas prix sous le nom « Le Parfait », ce nouveau produit connaît un succès immédiat, permettant à l'entreprise d'opérer un redressement spectaculaire. Le spectre de la faillite s'éloigne. Mieux, Dyna exporte bientôt sa production, en particulier en Allemagne et au Portugal. Il est vendu comme produit de luxe dans le prestigieux magasin Harrods de Londres, où, en 1971, Miss Angleterre le soumet à la dégustation.
Le produit étant fabriqué dans la brasserie de sa famille, Blancpain construit, en 1958, une usine dans la zone industrielle de Fribourg et la société Dyna produira des millions de boîtes puis de tubes.
En 1962, la pâte à tartiner passe de la boîte en fer-blanc au tube actuel en aluminium. Dans les années 1970, la truffe est remplacée par des cornes d'abondance et devient un produit moins luxueux. Sa composition de base est immuable : 45 % de levure, 12 % de foie de porc et le reste en huiles végétales, amidon et épices.
En 1970, en raison du manque de relève et de la saturation du marché suisse, Claude Blancpain cède Dyna à Ursina-Franck. Nestlé rachète dans la foulée Ursina-Franck en 1971. L'usine Dyna de la route de la Fonderie a été rachetée en 2007 par les Chocolats Villars, qui l'utilise pour ses chaînes de production. À partir de 1971, le produit est propriété de Nestlé suisse qui le fabrique à Bâle dans l'usine Thomy. Il s’en produit quelque 1 000 tonnes par année.
Le 27 janvier 2020 Nestlé Suisse annonce qu’elle a décidé de vendre la marque Le Parfait au groupe Ospelt, une entreprise familiale spécialisée entre autres dans les produits à base de viande et la charcuterie sous la marque Malbuner. Le Parfait est aujourd'hui fabriqué au Liechtenstein.

## Variétés
Le Parfait se décline aujourd'hui en plusieurs variétés, notamment :
- le Parfait Original ;
- le Parfait au thon ;
- le Parfait à la volaille ;
- le Parfait végétal ;
- le Parfait léger ;
- le Parfait Mousse.

## Accord mets/vins
Bien que peu noble, cette pâte à tartiner peut s'accompagner de vin blanc tel que chablis, luberon, pouilly-fumé, pacherenc du vic bilh.